# Liste der Monuments historiques in Montmoyen
Die Liste der Monuments historiques in Montmoyen führt die Monuments historiques in der französischen Gemeinde Montmoyen auf.

## Liste der Immobilien
| Bezeichnung          | Beschreibung                                                                                                | Standort               | Kennzeichnung | Schutzstatus | Datum | Bild           |
| -------------------- | --- | ---------------------- | ------------- | ------------ | ----- | -------------- |
| Château de Montmoyen | Burg, 12. Jahrhundert, im 17. Jahrhundert zum Schloss umgebaut; mit Taubenturm, Terrassen und Springbrunnen | Rue de la Roche (Lage) | PA00112753    | Inscrit      | 1990  | weitere Bilder |

## Liste der Objekte
| Bezeichnung        | Beschreibung                            | Standort                        | Kennzeichnung | Schutzstatus | Datum | Bild |
| ------------------ | --------------------------------------- | ------------------------------- | ------------- | ------------ | ----- | ---- |
| Kreuzigungsfenster | Buntglas, um 1537, 1864 stark verändert | in der Kirche St-Vallier (Lage) | PM21001582    | Classé       | 1967  |      |